# Pagís
Pagís (Paghidha, Pagis, Pagida) är en ort i Grekland.   Den ligger i prefekturen Chios och regionen Nordegeiska öarna, i den östra delen av landet, 210 km öster om huvudstaden Aten. Pagís ligger 150 meter över havet och antalet invånare är 129. Den ligger på ön Chios.
Terrängen runt Pagís är kuperad västerut, men österut är den platt. Havet är nära Pagís åt sydost.  Närmaste större samhälle är Chios, 13,1 km norr om Pagís. 